# Roger Richthoff
Roger Karl-Göran Richthoff (nascido em 11 de dezembro de 1948) é um político sueco que é membro do Riksdag desde 2014 pelos Democratas Suecos.
Richthoff serviu nas tropas de engenheiros suecos e foi oficial de manutenção da paz da ONU de 1973 a 1991. Ele foi eleito para o parlamento durante as eleições gerais suecas de 2014. No parlamento, Richthoff fez parte do comité de defesa e da Delegação do Riksdag à NATO. Actualmente, ele serve como porta-voz de defesa dos democratas suecos. Em 2014, Richthoff manifestou-se contra os planos de construir um campo de refugiados em Strängnäs.